# Пошип
Пошип је сорта белог грожђа, која се узгаја на југу острва Корчуле, које се може похвалити традицијом узгоја белих сорти још од времена старих Грка (4. век п. н. е.)
Пошип је прво хрватско бело вино са заштићеним географским пореклом, заштићено 1967. године. Најбоље успева на заклоњеним положајима Чаре и Смоквице, где увек даје врхунски квалитет. Густо засађени виногради, нагнути и терасасти терени присиљавају да се већина радова још увек обавља ручно, на традиционалан начин.
Вино је блиставе, сламнато - златножуте боје, тешко се и густо љуља у чаши у којој оставља густи траг, високих алкохола (13-14,5%), пуног и посебног укуса са својственом аромом сувих кајсија и смокава. Ради умерених киселина савршено пристаје уз сва јела од рибе, шкољака и белог меса. Најбоље је када је сервирано на 12-14 °C.

## Име
Постоје две, једнако веродостојне, приче о томе како је Пошип добио име, једна каже да је то због издужене шиљате бобице која је налик на „шип“ (локални назив за шиљату страну машклина или крампа). Друга прича говори да је тежак Марин Томашић из Смоквице пронашао ту „чудновату“ лозу развијених грана на шипку (нару) или како би се то у Смоквици рекло, расте „по шипак“, те је према усменом предању назван „пошипак“, касније временом дошло је до рационализације, задњи слог је отпао и остао је само Пошип. Синоними: Пошип велики Хомоними и погрешни називи: Пошипица – у неким литературним изворима налазимо овај синоним, али се ради о другој сорти (Здунић). Постоје још два култивара (узгојене врсте) с именом Пошип, Пошип мали (А. Пецотић) и Пошип вргорски бијели, који су различите сорте.